# Loudaya
Loudaya (en arabe : لوداية) est une commune rurale de la préfecture de Marrakech, dans la région de Marrakech-Tensift-El Haouz, au Maroc.
La commune rurale de Loudaya est située au sein du caïdat éponyme, lui-même situé au sein du cercle d'Loudaya.
Elle a connu, de 1994 à 2004 (années des derniers recensements), une hausse de population, passant de 22 247 à 26 999 habitants.